# II. Arszinoé
II. Arszinoé (Ἀρσινόη Φιλάδελφος; Arszinoé Philadelphosz; Memphisz vagy Alexandria, i. e. 316 körül – Alexandria, i. e. 268 júliusa) egyiptomi ptolemaida hercegnő, Makedónia és Trákia királynéja, majd II. Ptolemaiosz feleségeként és társuralkodójaként Egyiptom királynője.
Egyiptomban született i. e. 316 körül, az első ptolemaida uralkodópár, a makedón származású I. Ptolemaiosz és I. Bereniké lányaként. I. e. 299-ben feleségül ment Lüszimakhosz trák királyhoz, aki később Makedónia királya is lett. Királynéként Arszinoé több várost is irányított, köztük Héraklea Ponticát és Epheszoszt; Szamothrakében ő építtette a szamothrakéi nagy istenek szentélyének rotundáját, amely az ókori görög világ legnagyobb átmérőjű, kör alaprajzú fedett épülete.
I. e. 281-ben, miután férje csatában elesett, Arszinoénak menekülnie kellett Epheszoszból. A makedóniai Kasszandriába szökött, ahol feleségül ment féltestvéréhez, Ptolemaiosz Keraunoszhoz, aki közben Trákia királya lett. Nem sokkal később, i. e. 280-ban Keraunosz megölette Arszinoé két fiát, és elűzte a királynét. Arszinoé előbb Szamothrakéra menekült, majd Alexandriába, ahol testvére, II. Ptolemaiosz, Egyiptom királya élt. I. e. 275-ben összeházasodtak, és közösen a Philadelphoi (Φιλάδελφοι, „testvérszerető”) nevet viselték.
Arszinoé fivére minden uralkodói címét felvette, a korabeli érméken is együtt szerepelnek. A külpolitikában is jelentős szerepet töltött be, az első szír háború (i. e. 274–271) utolsó szakaszában és a kremonidészi háború idején is. Egy i. e. 268-ban kelt athéni dekrétum az első írott dokumentum a klasszikus ókorból, amely tanúsítja egy nő aktív részvételét a nemzetközi politikában.
Az 1992-ben felfedezett milánói papirusz tanúsága szerint Arszinoé három olimpiai kocsiversenyt is megnyert, valószínűleg i. e. 272-ben.
Halála után, amely i. e. 268 júliusában következett be, II. Ptolemaiosz továbbra is említette hivatalos dokumentumaiban, és szerepeltette pénzérméin is. Alexandriában és Memphiszben templomot emelt Arszinoé emlékének, emellett több várost is elnevezett róla. Arszinoé állami kultusza, melyet Ptolemaiosz alapított, még kétszáz évig fennállt.

## Élete

### Származása

#### Családja

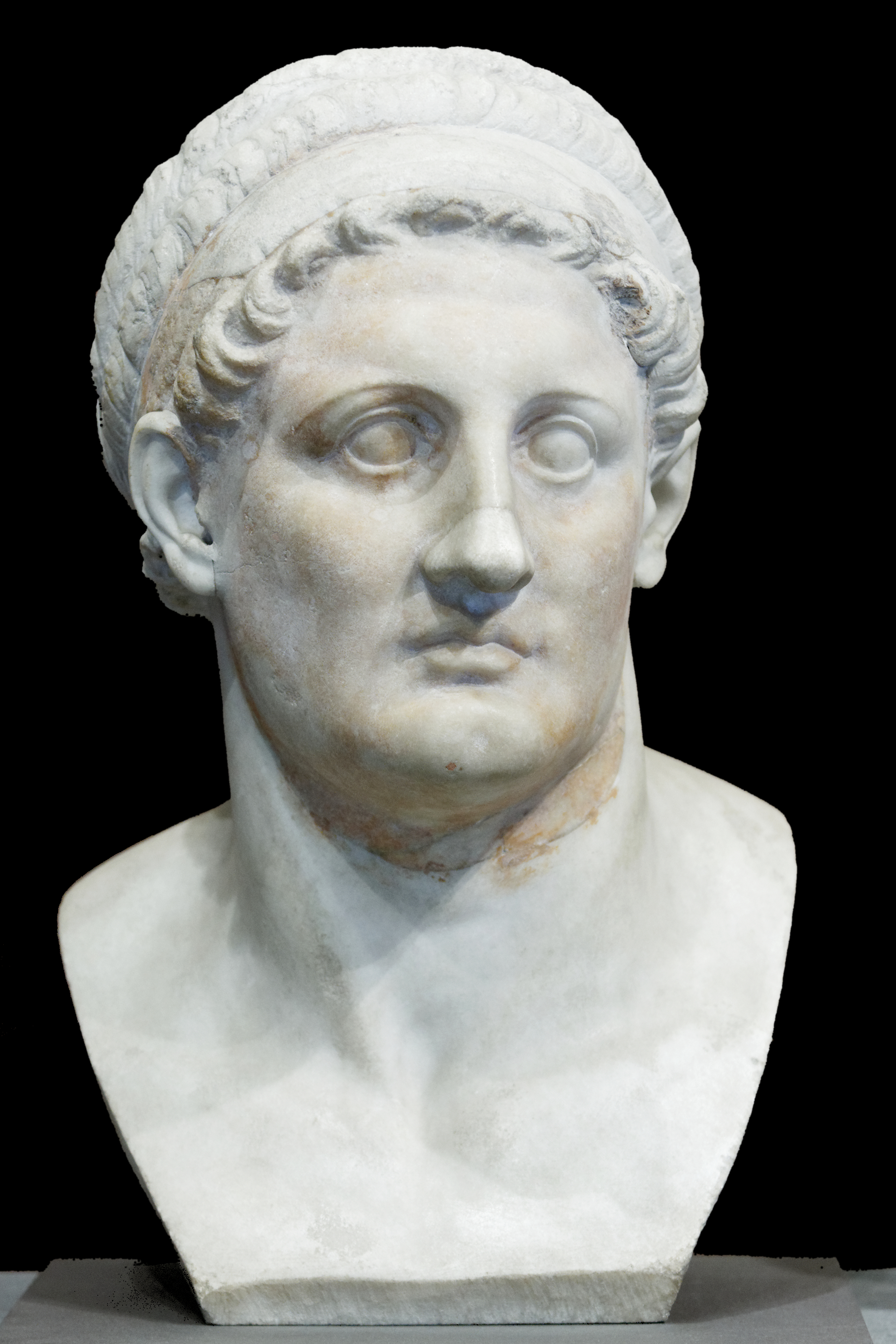
Arszinoé apja, I. Ptolemaiosz (Louvre)

Arszinoé valószínűleg Memphiszben született, ami Egyiptom ősi fővárosa és az egyiptomi szatrapia fővárosa volt, de az is lehet, hogy Alexandriában, a Nagy Sándor által alapított új fővárosban. Apját, I. Ptolemaioszt Perdikkasz régens nevezte ki Egyiptom szatrapájává, amikor Nagy Sándor birodalmát halála után (i. e. 323) felosztották. Ptolemaiosz, ahogy maga Perdikkasz is, egyike volt Sándor hét szómatophülaxának (testőrének). Miután elfoglalta területét, Ptolemaiosz először Memphiszben telepedett le, majd Alexandriában, mikor az új város építése befejeződött. Mivel nem tudni, pontosan mikor lett Alexandria a főváros (valamikor i. e. 320 és 311 között),. és azt sem, mikor született Arszinoé (i. e. 316 körül), nem lehet eldönteni a születési helyet.
Ptolemaiosz makedón volt Eordaiából, apja Lagosz, II. Philipposz makedón király kíséretének alacsony rangú tagja; a ptolemaida kori propaganda azonban úgy tartotta, Ptolemaiosz valójában II. Philipposz törvénytelen fia és Nagy Sándor féltestvére volt. Arszinoé anyja, I. Bereniké i. e. 320 körül érkezett Memphiszbe, Eurüdiké makedón nemes hölgy kíséretében, akit apja, Antipatrosz küldött, hogy Ptolemaiosz felesége legyen. A politikai házasság célja az volt, hogy szövetség jöjjön létre Egyiptom szatrapája és Európa hadvezére között, aki Perdikkaszt követően Nagy Sándor birodalmának régense lett.
Ptolemaiosznak korábban már volt két felesége, akiktől elvált, Thaisz és Artakama, előbbi egy hetéra, aki korábban Nagy Sándor szeretője volt, utóbbi egy akhaimenida hercegnő. Eurüdiké személyében Ptolemaiosznak előkelő családból származó felesége lett, akitől teljesen makedón származású gyermekei születtek: Ptolemaiosz Keraunosz, Meleagrosz, Lüszandra és Ptolemaisz. Bereniké talán szintén Eordaiából származott, ahonnan Ptolemaiosz, és korábban Nagy Sándor egyik hivatalnoka, egy bizonyos Philipposz felesége volt, özvegyasszonyként kísérte el Egyiptomba rokonát, Eurüdikét (Bereniké anyja, Antigoné Antipatrosz unokahúga volt). Ptolemaiosz pár év múlva Berenikét is feleségül vette. Mivel sem politikai, sem dinasztikus céljai nem lehettek ezzel – tekintve, hogy már számos fia született, Bereniké pedig csak távoli rokonságban állt a befolyásos Antipatrosszal –, feltételezhető, hogy szerelmi házasságot kötöttek. Három gyermekük született: Arszinoé, II. Ptolemaiosz és Philotera.

#### Neveltetése

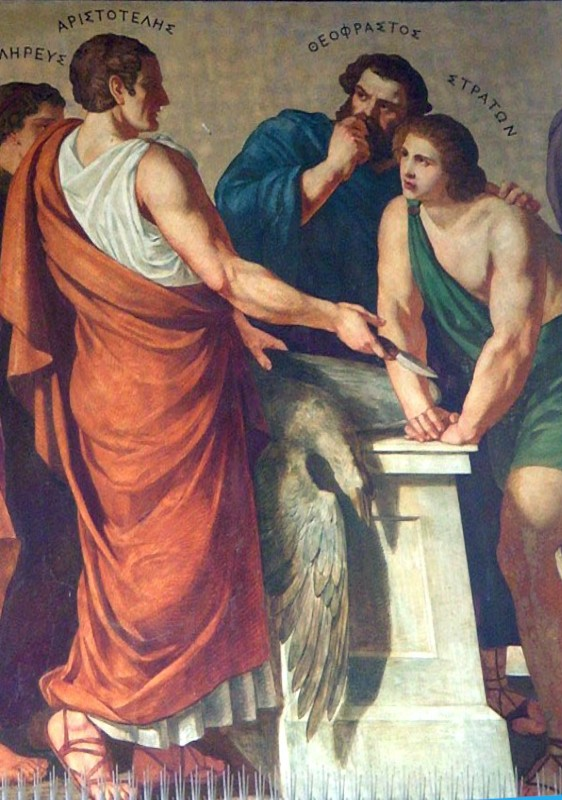
Eduard Lebiedzki freskója: Arisztotelész, Theophrasztosz és Sztratón, utóbbi talán Arszinoé nevelője volt (Athéni Egyetem, 1888 körül)

Nem tudni teljes bizonyossággal, melyik városban született Arszinoé, de gyermekkorát bizonyosan Alexandriában, az élénk kulturális élettel rendelkező új fővárosban töltötte, amelyet Nagy Sándor alapított i. e. 331-ben. I. Ptolemaiosz rendelte el itt a pharoszi világítótorony, az alexandriai könyvtár és a Muszeion építését, melyeket már II. Ptolemaiosz, Arszinoé fivére és leendő férje uralkodása alatt fejeztek be. I. e. 304-ben I. Ptolemaiosz Rodosznál legyőzte I. Démétrioszt, és felvette az Egyiptom királya (görögül βασιλεύς, baszileusz) címet. A tizenkét éves Arszinoé ettől fogva hercegnő volt.
Ptolemaiosz Egyiptom uralkodójaként sem feledkezett meg makedón gyökereiről, amelyeket az udvari költők mindig hangsúlyoztak műveikben, mikor igyekeztek kiemelni Ptolemaiosz Nagy Sándorhoz fűződő állítólagos rokonságát. Arszinoé családtagjaival minden bizonnyal makedón nyelven beszélt, de görögös neveltetést kapott. Diogenész Laertiosz beszámol arról, hogy Lampszakoszi Sztratón levelezett Arszinoéval; ebből kikövetkeztethető, hogy a peripatetikus filozófus, aki később Arisztotelész Lükeionját vezette, nem csak II. Ptolemaiosz, hanem Arszinoé nevelője is volt, a leendő királyné így kiváló oktatást kapott irodalom és filozófia terén. Arszinoé neveltetése, bár az alexandriai hellenisztikus udvarban – ahol törekedtek a görög kultúra terjesztésére – érthetőnek tűnik, minden más szempontból szokatlan, mivel a nők oktatása a görög világban Spárta kivételével nem volt jellemző, általában írni-olvasni sem tudtak.

### Trákia, Kis-Ázsia és Makedónia királynéjaként

#### Házassága Lüszimakhosszal

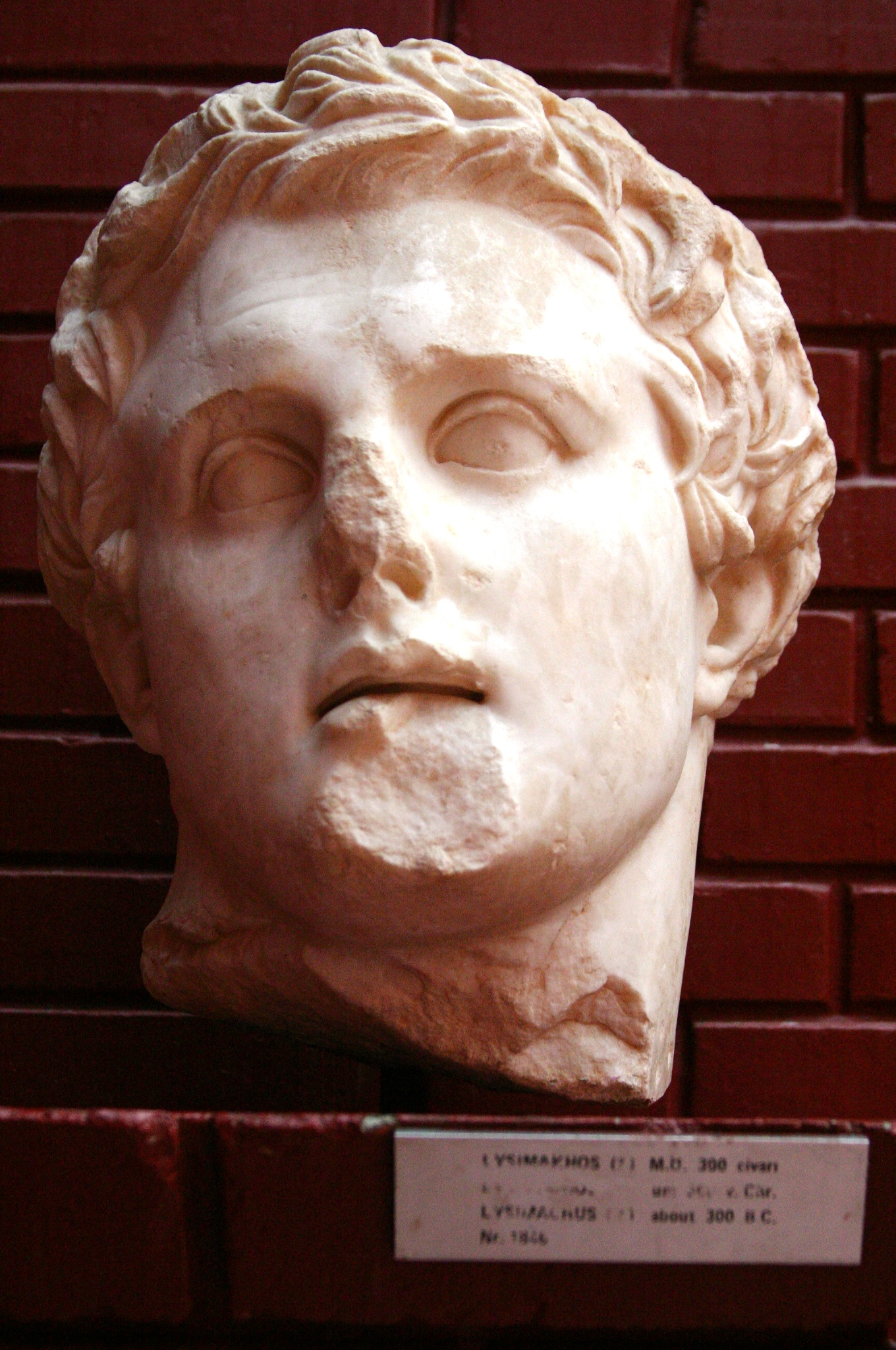
Lüszimakhosz, Arszinoé első férje (Ephesusi Múzeum)

Az ipszoszi csatát követően, amelyben Lüszimakhosz, I. Szeleukosz és Kasszandrosz legyőzték I. Antigonoszt és fiát, I. Démétrioszt, új hatalmi egyensúly alakult ki a hellenisztikus királyságok között. I. Ptolemaiosz az ezt követő években dinasztikus házasságok által kötött szövetséget a többi uralkodóval:
- Arszinoé i. e. 299-ben feleségül ment Lüszimakhoszhoz,[23]
- Lüszandra (Ptolemaiosz és Eurüdiké lánya) előbb V. Alexandrosz makedón királyhoz, Kasszandrosz fiához, majd annak halála után Agathoklészhez, Lüszimakhosz fiához ment feleségül,
- Theoxéna (Bereniké és Philipposz lánya, Ptolemaiosz mostohalánya) Agathoklész szürakuszai türannoszhoz ment feleségül,
- Antigoné (Bereniké és Philipposz másik lánya) Pürrhosz épeiroszi királyhoz ment hozzá,
- Ptolemaisz (Ptolemaiosz és Eurüdiké másik lánya) pár évvel később, i. e. 287-ben Eurüdiké kérésére feleségül ment Démétrioszhoz.

Mikor feleségül vette Arszinoét, Lüszimakhosz elküldte korábbi feleségét, Amasztrisz perzsa hercegnőt, aki előző férje, Dionüszosz halála óta Hérakleia Pontiké régense volt. Amasztrisz visszatért városába, de Lüszimakhosz továbbra is olyan jó kapcsolatban maradt vele, hogy mikor Amasztriszt i. e. 284-ben saját fiai meggyilkolták, a király nem késlekedett bosszút állni és megöletni őket.
Arszinoé körülbelül tizenhat éves volt, mikor megérkezett férje országának fővárosába, Lüszimakheiába; Lüszimakhosz a hatvanas éveiben járt. A korkülönbség ellenére Arszinoéről tudni, hogy végig hűséges volt idős férjéhez, annyira, hogy Démétriosz úgy utalt rá: „az ő Pénelopéja” (τῆς ἐκείνου Πηνελόπης). Lüszimakhoszról is tudni, hogy igen kedvelte Arszinoét; Naukratiszi Athénaiosznál fennmaradt egy anekdota, mely szerint egyik emberét, Teleszforoszt ketrecbe záratta és hagyta ott meghalni, amiért egy banketten kigúnyolta Arszinoét, és egy korábbi eseményre utalva „hányósnak” nevezte

#### Szerepe a belpolitikában és a vallásban

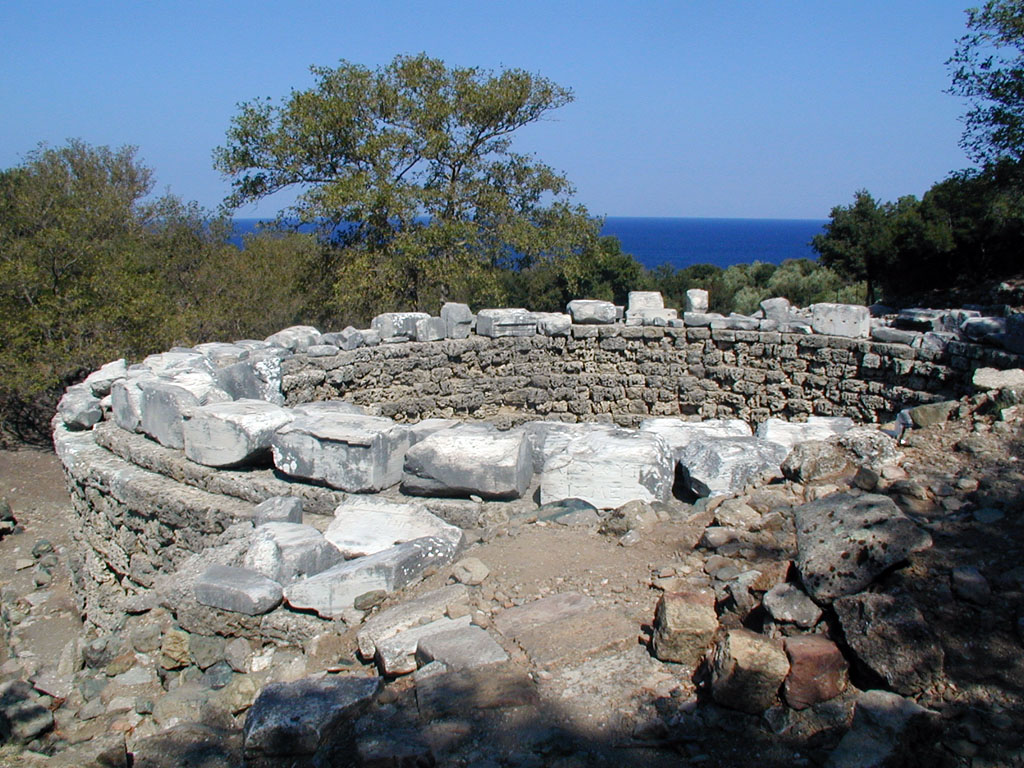
Az Arszinoeion alapjai Szamothrakén

Arszinoé nem csak jelképes szerepet töltött be a trák király mellett (aki i. e. 288-tól Makedónia királya is volt). Démaratosz déloszi dekrétuma, egy i. e. 295–285 közt íródott felirat együtt említi „Lüszimakhosz királyt és Arszinoé királynét”, ami jelzi, hogy az uralkodó bevonta feleségét a politikai életbe és dinasztiája tagjának tekintette. Hérakleai Memnón történetíró beszámol róla, hogy Lüszimakhosz Arszinoénak adta Hérakleia Pontiké városát (valószínűleg Amasztrisz halála, i. e. 284 után). Memnón szerint a királyné eltörölte a privilégiumokat, melyeket a város lakói korábban élveztek, és zsarnoki módon uralkodó kormányzót nevezett ki. Sztrabón szerint Arszinoé megrágalmazta Philotéroszt, Pergamon kincstárnokát, aki ellen ennek hatására felkelés tört ki a városban. Ezekből a beszámolókból levonhatjuk a következtetést, hogy a királyné valóban uralkodott ezen területek fölött. Alexandriai Appianosz megemlíti, hogy Epheszosz városa Arszinoeirára változtatta a nevét, amit más feliratok és több pénzérme felirata is megerősít; ez arra utal, a királynénak erre a városra is kiterjedt a befolyása. Iustinus Arszinoé városaként említi Kasszandriát, ami azt mutatja, a királyné, aki férje halála után ebben a városban keresett menedéket, már korábban is közvetlen befolyással bírt itt.
Arszinoé hatalmát és gazdagságát az is példázza, hogy ő építtette a szamothrakéi Rotundát, az ókori görög világ legnagyobb, kör alakú, zárt építményét, melynek átmérője eléri a húsz métert. Ez az építmény, melynek alapjai napjainkban is láthatóak, a szamothrakéi nagy istenek szentélye néven ismert, a misztériumvallások tiszteletére emelt épületegyüttes részeként épült, melyet Arszinoé finanszírozott. Arszinoé később Szamothrakéra menekült, mikor Ptolemaiosz Keraunosz megölette a gyermekeit; mivel mindig bőkezűen bánt a templommal, valószínűleg szívesen látták a szigeten.

#### Agathoklész összeesküvése és halála
I. e. 284-ben Lüszimakhosz családi és dinasztikus krízissel szembesült. Fiát, Agathoklészt bebörtönözte és kivégeztette, mert a vád szerint Szeleukosz segítségével összeesküvést szőtt apja ellen, hogy megszerezze a trónt. Iustinus szerint Arszinoé leplezte le férje előtt Agathoklész cselszövését, Pauszaniasz szerint pedig ő volt az, aki nyomást gyakorolt férjére, hogy ölje meg fiát és ezzel megnyíljon a trón felé vezető út az ő gyermekei előtt; arra is utal, hogy Arszinoét személyes bosszúvágy vezérelte, mert Agathoklész ellenállt a közeledési kísérletének.
A családi tragédia hatására Agathoklész özvegye, Lüszandra, valamint Lüszimakhosz másik idősebb fia, Alexandrosz átállt Szeleukosz oldalára, a király több korábbi hívével egyetemben, ami mutatja, hogy már folyamatban volt egy szervezkedés az idős uralkodó megbuktatására vagy legalábbis hatalma aláásására. Agathoklész, aki ekkor már harmincéves volt és Démétriosz Poliorkétész legyőzésével jelentős hírnévre tett szert, alighanem türelmetlenül várta már, hogy átvehesse közel nyolcvanéves apja trónját; a többi diadokhosz már jó ideje kijelölte örökösét – Antigonosz már i. e. 306-ban kinevezte fiát, Démétrioszt, Szeleukosz pedig társuralkodóvá nevezte ki fiát, Antiokhoszt, ahogyan I. Ptolemaiosz is ezt tette fiával, Ptolemaiosszal i. e. 285-ben. Agathoklész elsőszülöttsége és hadi győzelmei okán is igényt formálhatott a trónra, főként hogy Arszinoé három fia ebben az időben még csak tizennégy, tizenkét és tízéves volt, rajtuk kívül pedig csak egyetlen további fia ismert az uralkodónak, Alexandrosz, aki alighanem törvénytelen gyermekként született, egy Makrisz nevű odrüsz hercegnőtől, aki a király ágyasa volt. Agathokész halálos ítélete mindenesetre azzal járt, hogy több kis-ázsiai város, köztük Pergamon Szeleukosz oldalára állt, ami felborította a fennálló hatalmi egyensúlyt a szíriai és a babiloni uralkodó javára.

#### Lüszimakhosz halála és Arszinoé szökése Epheszoszból
Agathoklész halála után Szeleukosz háborút indított Lüszimakhosz ellen, és Szardeisz meghódítása után, i. e. 281 februárjában a kurupedioni csatában megütközött Lüszimakhosszal. Szeleukosz legyőzte a körülbelül nyolcvanéves trák királyt, aki fegyverrel a kezében halt meg. Mikor a vereség híre elérte Epheszosz/Arszinoeia városát, ahol a királyné ezidőtájt tartózkodott, a város népe azonnal a győztes oldalára állt, és megnyitotta kapuit Szeleukosz előtt.
Poliénosz beszámolója szerint Arszinoé azonnal felfogta a veszélyt, és tervet ötölt ki, hogy mentse életét. Egyik szolgálóját felöltöztette a ruháiba, majd hordszékben, fegyveres kísérettel kiküldte a palotából, ő maga pedig rongyokba öltözött és egy másik kijáraton indult a kikötő felé. A szolgálólányt nem sokkal később leszúrták Szeleukosz támogatói, míg Arszinoé fel tudott szállni egy Makedónia felé tartó hajóra. Mivel Poliénosz nem említi a királyné három kamaszkorú fiát, feltételezhető, hogy ők ekkor nem tartózkodtak Epheszoszban; valószínűleg biztonságban voltak Trákiában vagy Makedóniában.

#### Házasság Ptolemaiosz Keraunosszal és a kasszandreiai mészárlás
Az Epheszoszból elmenekült Arszinoé és három fia Kasszandreiában, egy fontos makedón városban találkoztak újra, amelyet Kasszandrosz alapított i. e. 316-ban, és eredetileg birodalma fővárosának szánt. Lüszimakhosz halálával a trák királyság uralkodója Ptolemaiosz Keraunosz, Arszinoé vele egyidős féltestvére lett, aki, miután átállt Lüszimakhosz mellől Szeleukosz oldalára, váratlanul és hirtelen megölte idős sógorát, ezzel nyerte el melléknevét, a keraunoszt (Κεραυνός, „villám”). Ezután, valószínűleg a hadsereg és az Agathoklészhez hű erők segítségével{{refhely|Donnelly Carney|p. 50}} királlyá kiáltotta ki magát. Részben, hogy megszerezze Kasszandreiát, részben pedig hogy legitimálja trónra léptét, illetve hogy semlegesítse azokat, akik esetleg feleségül akarnák venni Arszinoét és jogot formálnának a trónra, meggyőzte féltestvérét, hogy menjen hozzá feleségül. Bár Arszinoé legidősebb fia, Ptolemaiosz gyanakodott Keraunosz szándékait illetően, és megpróbálta meggyőzni anyját, hogy utasítsa vissza, a királyné i. e. 280-ban elfogadta a házassági ajánlatot, mert féltestvére ünnepélyesen megesküdött, hogy a trónt Arszinoé és Lüszimakhosz gyermekeire hagyja majd. A valószínűleg Pellában vagy Verginában kötött házasság legitimálása érdekében Ptolemaiosz Keraunosz a hadsereg szeme láttára helyezte Arszinoé homlokára a diadémot, és királynévá nyilvánította feleségét, ami egyedül itt fordult elő Makedónia történelmében.
Valószínűleg mindössze pár héttel a házasságkötés után Keraunosz, aki pár héttel korábban már cselszövő módon meggyilkolta Szeleukoszt, újabb váratlan támadást intézett: mikor Kasszandreiába érkezett, megvárta, hogy Arszinoé két kisebb fia, a tizenhat éves Lüszimakhosz és a tizennégy éves Philipposz virágfüzérekkel érkezzenek a köszöntésükre, majd hirtelen parancsot adott a megölésükre. A két fiú anyjuk karjába menekült, Arszinoé pedig azt sikoltotta, hogy inkább őt öljék meg helyettük. Ptolemaiosz, az elsőszülött fiú valószínűleg nem tartózkodott Kasszandreiában, így megmenekült; később sikertelenül próbálta visszaszerezni Makedóniát. Iustinus beszámol róla, hogy Ptolemaiosz az ezt követő években Egyiptomba ment, majd a lükiai Telmésszosz városába, ahol II. Ptolemaiosz segítségével i. e. 258-ban kormányzó, majd III. Ptolemaiosz parancsára uralkodó lett.
Arszinoét fivére megkímélte és kiűzte a városból, királynéi címétől megfosztva, két szolgálólány kíséretében. Keraunosz még abba sem egyezett bele, hogy eltemesse két fiát, ami azt mutatja: kifejezetten erős ellenszenvvel viseltetett féltestvére iránt – vagy mert Arszinoé négy évvel korábban támogatta Agathoklész kivégzését, vagy mert nehezményezte, hogy Arszinoé édestestvére, II. Ptolemaiosz lett Egyiptom uralkodója, annak ellenére, hogy Keraunosz volt apjuk idősebb fia. Arszinoé Szamothraké szigetére menekült, ahol korábban a Rotundát építtette. Keraunoszt pár hónappal később egy csatában megölték a kelták, és királyságára anarchia köszöntött, egészen II. Antigonosz trónra lépéséig.

### Modern kori források

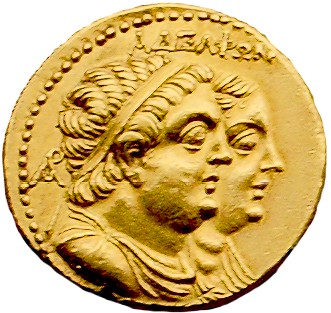
Moneta d'oro coi ritratti di Tolomeo II e Arsinoe (Pergamonmuseum, Berlino). Si noti la scritta ΑΔΕΛΦΩΝ, "fratelli"

## Alakja a kultúrában és a szakirodalomban

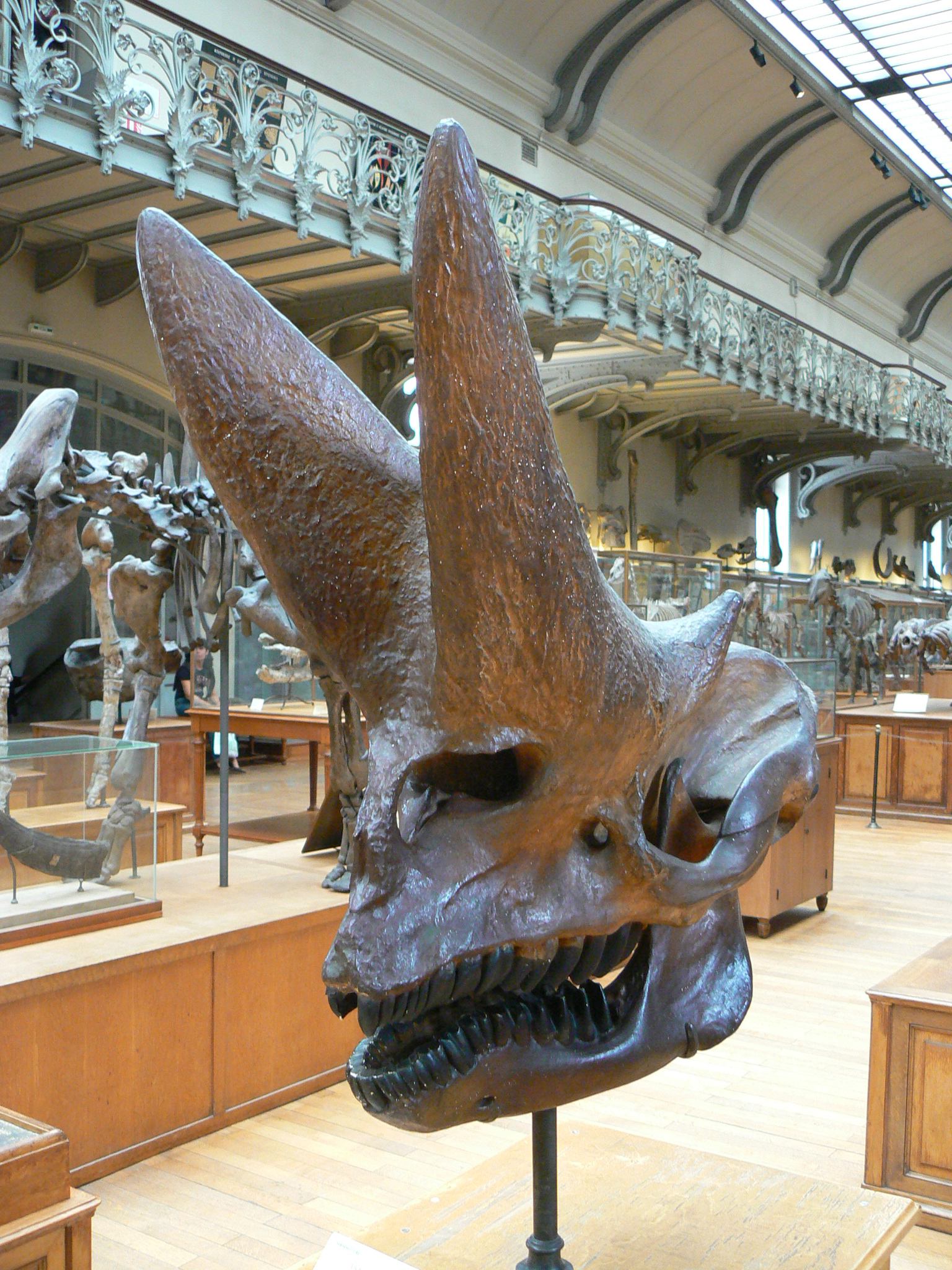
Teschio di Arsinoitherium, mammifero che prende il nome da Arsinoe (Museo di Storia naturale, Parigi)

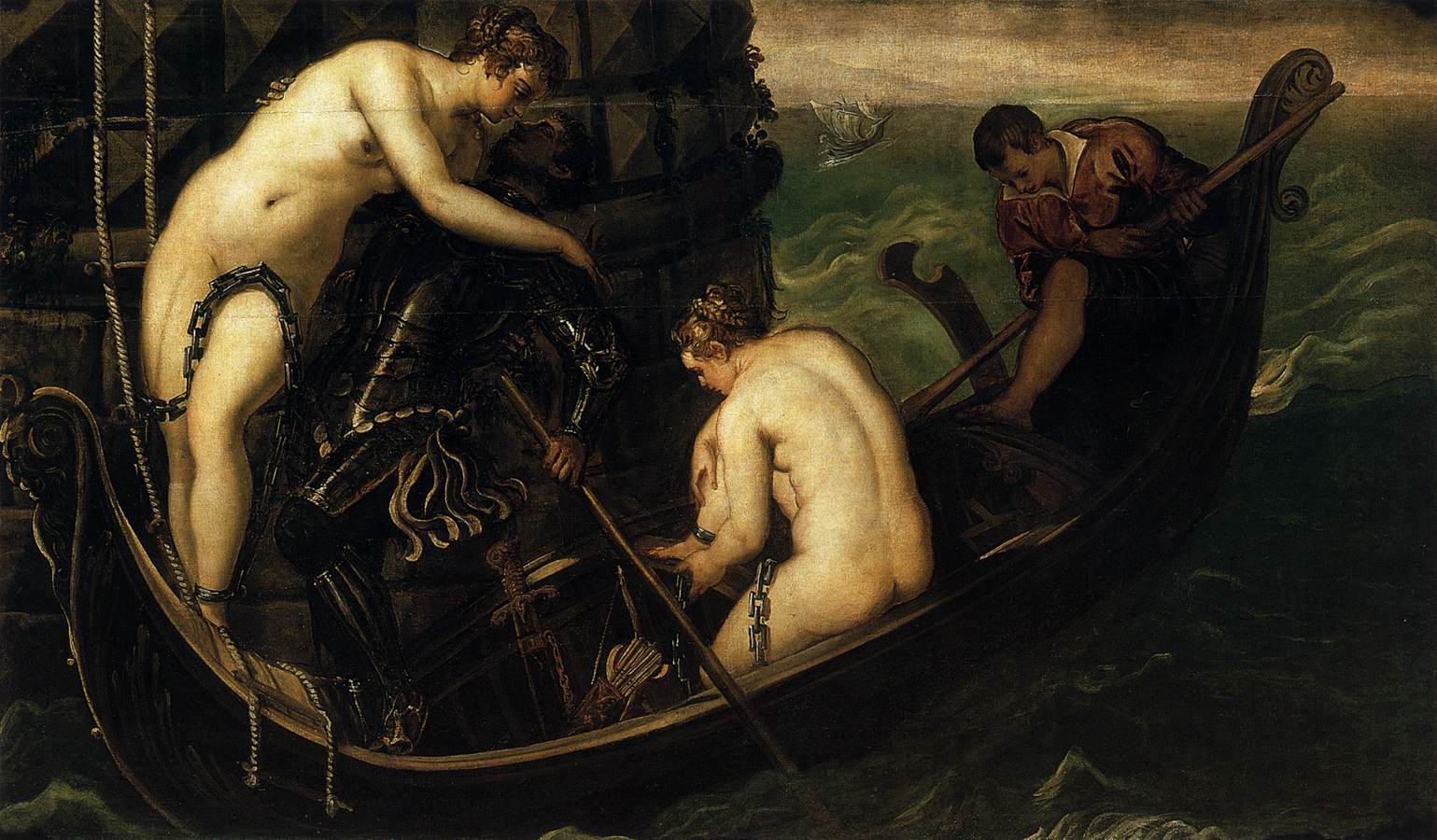
Arsinoe IV, regina d'Egitto nel 48 a.C., rappresentata in un dipinto di Tintoretto (Gemäldegalerie Alte Meister, Dresda)

### Egyiptom királynéjaként

#### Házasság II. Ptolemaiosszal
Pontosan nem tudni, mikor tért vissza Arszinoé Szamothrakéból Alexandriába, de az biztos, hogy i. e. 279 és 276 között, mert apja, I. Ptolemaiosz i. e. 283-ban meghalt, és fia, II. Ptolemaiosz elfoglalta a trónt, oldalán feleségével, I. Arszinoéval, Lüszimakhosz és Nikaia lányával, Agathoklész testvérével. Nem sokkal trónra lépése után Ptolemaiosz Kósz szigetére száműzte feleségét azzal a váddal, hogy összeesküvést szőtt ellene barátaival (akiket Ptolemaiosz ezért halálra ítélt). Mivel a Scholia in Theocritum, az egyetlen forrás, amely említi ezt az eseményt, nem említi II. Arszinoé szerepét Ptolemaiosz első feleségének elűzésében, feltételezhető, hogy II. Arszinoé csak később érkezett Egyiptomba, és már az összeesküvés leleplezése után ment feleségül fivéréhez.
Arszinoé és II. Ptolemaiosz házassága, melyre i. e. 275 körül került sor, a görög világ számára minden bizonnyal sokkolóan hatott, Egyiptomban azonban elfogadottnak minősült, részben annak is köszönhetően, hogy a ptolemaida propaganda összefüggésbe hozta Ízisz és Ozirisz házasságával. Ebben az időszakban Arszinoét és férjét gyakran ábrázolták Íziszként és Oziriszként. A házasság sikerét bizonyítja, hogy ezt a hagyományt a Ptolemaida-dinasztia összes későbbi uralkodója követte. Házasságkötésükkor Arszinoé körülbelül negyvenéves volt, Ptolemaiosz harminchárom. Pauszaniász beszámolója szerint Ptolemaiosz nagyon szerette nővérét, amit az is alátámaszt, hogy amellett, hogy szobrokon és pénzérméken gyakran szerepeltette képét, számos várost nevezett el róla, halála után pedig nem házasodott meg újra, annak ellenére sem, hogy huszonöt évvel túlélte. A házasságot ugyanakkor politikai tényezők is motiválhatták: azzal, hogy nővérét vette feleségül, Ptolemaiosz megerősítette dinasztiáját és távol tartotta a hatalmi harcoktól a többi makedón családot, akik meg akarták volna szerezni a trónt. Apjuk és más diadókhoszok poligám házasságaival ellentétben, amelyek belső viszályokhoz és az öröklés terén felmerülő krízishez vezettek, a testvérrel kötött házasság nem okozott dinasztikus krízist. Elisabeth Donnelly Carney történész „extrém endogámiának” nevezte Ptolemaiosz és Arszinoé házasságát, amely eltért a többi hellenisztikus uralkodó által gyakorolt poligámiától. Az, hogy az egymást követő uralkodók mind a Ptolemaiosz nevet viselték, és majdnem mind a testvérüket vették feleségül, azt mutatta a nép felé, hogy uralmuk szilárd és változatlan.
A Philadelphosz (Φιλάδελφος, „testvérszerető”) cím, melyet II. Ptolemaiosz és II. Arszinoé viselt, idealizálta házasságukat. A ptolemaida királyi propaganda így a családi szeretet fogalmával kapcsolta össze a két uralkodó nevét, ami hozzájárult az ilyen típusú házasság igazolásához és későbbi istenítéséhez. A házaspárnak nem született közös gyermeke, de Arszinoé örökbe fogadta Ptolemaiosz első feleségétől, I. Arszinoétól született gyermekeit: a későbbi III. Ptolemaioszt, valamint Lüszimakhoszt és Berenikét, II. Antiokhosz szeleukida uralkodó jövendő feleségét.